# Ярославско-Рыбинская агломерация
Яросла́вско-Ры́бинская агломера́ция — полицентрическая городская агломерация в Ярославской области России, состоящая из Ярославской (ядро) и Рыбинской агломераций.

## Состав
В состав Ярославско-Рыбинской агломерации входят 7 муниципальных образований Ярославской области: городские округа Ярославль и Рыбинск, а также Гаврилов-Ямский, Ростовский, Рыбинский, Тутаевский и Ярославский муниципальные районы общей площадью 10 017,86 км².
| МО                      | Площадь, км² | Население, чел. (2024) | Плотность, чел./км² |
| ----------------------- | ------------ | ---------------------- | ------------------- |
| Ярославская агломерация |              |                        |                     |
| Ярославль               | 205,8        | 567 443                | 2757,25             |
| Гаврилов-Ямский район   | 1120,19      | 23 809                 | 21,25               |
| Ростовский район        | 2081,82      | 57 986                 | 27,85               |
| Тутаевский район        | 1451,65      | 52 373                 | 36,08               |
| Ярославский район       | 1915,28      | 72 442                 | 37,82               |
| Всего                   | 6774,74      | 774 053                | 114,26              |
| Рыбинская агломерация   |              |                        |                     |
| Рыбинск                 | 101,42       | 171 810                | 1694,04             |
| Рыбинский район         | 3141,7       | 26 409                 | 8,41                |
| Всего                   | 3243,12      | 198 219                | 61,12               |
| Итого                   | 10 017,86    | 972 272                | 97,05               |

## История
В 2011 году была принята «Концепция комплексного инвестиционного проекта развития Ярославской агломерации на условиях ГЧП», по которой в состав Ярославской агломерации были добавлены Гаврилов-Ямский и Ростовский районы; что затем было подтверждено в «Концепции социально-экономического развития Ярославской области до 2025 года», утверждённой указом местного губернатора от 27 февраля 2013 года.
В 2017 году Рыбинская агломерация (в составе города Рыбинска и Рыбинского района), ввиду слишком большой удалённости от Ярославля, была выделена из Ярославской агломерации; однако в источниках их продолжили рассматривать в том числе в совокупности как Ярославско-Рыбинскую агломерацию.

## Население
После добавления Гаврилов-Ямского и Ростовского районов в состав агломерации её население по ежегодным оценкам Росстата на 1 января превышало цифру в миллион человек, однако по результатам переписи 2020—2021 годов в Ярославско-Рыбинской агломерации оказалось лишь 987 277 жителей.